# Lissonota parva
Lissonota parva là một loài tò vò trong họ Ichneumonidae.